# El Clásico
El Clásico (spansk) eller El Clàssic (catalansk) er et fodboldopgør mellem de to spanske storhold, FC Barcelona og Real Madrid som mødtes første gang 1902. 
El Clásico betegner en hvilken som helst kamp som bliver spillet mellem Real Madrid og FC Barcelona
Rivaliseringen eksiseterer, fordi Madrid og Barcelona er de to største byer i Spanien, og de er ofte identificeret som havende modstående politiske positioner, med Real Madrid set som repræsenterende Spansk Nationalisme og FC Barcelona set som repærsenterende Katalansk Nationalisme. rivaliseringen er set som en af de største i hele sportsverden. De to klubber er blandt de rigeste og mest succesfulde fodboldklubber i verden, og i 2014 rangerede Forbes de to klubber som de mest værdifulde sportshold. Begge klubber har en global fanbase, og er de to mest fulgte sportshold på sociale medier.
Real Madrid fører i "head-to-head" resultater i kompetitive kampe med 100 sejre til Barcelonas 97 med 52 uafgjorte kampe; Barcelona fører i opvisningskampe, med 19 sejre til Real Madrids 4 med 10 uafgjorte, og i kampe i alt med 116 sejre til Real Madrids 4 med 62 uafgjorte, fra kampen spillet den 20. marts 2022. Sammen med Athletic Bilbao er de de eneste klubber i La Liga som aldrig er rykket ned.
De to seneste opgør blev spillet henholdsvis 20. marts 2022 med resultatet 0-4 til Barcelona og 27. Feb 2019 med resultatet 3-2 til Real Madrid. Den største sejr i historien er 11-1 til Real Madrid i 1943.